# Waltzing Matilda

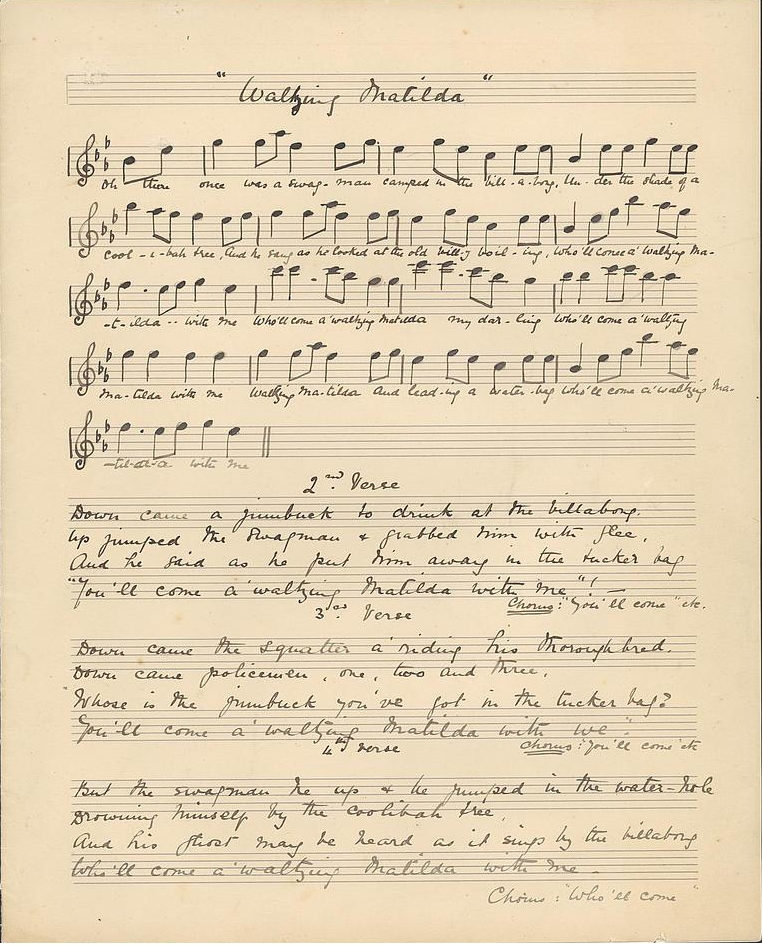
Manoscritto originale del 1895

Waltzing Matilda è una delle più famose bush ballad, scritta nel 1895 da Banjo Paterson, poeta nazionalista australiano. La ballata venne proposta come inno nazionale.

## Storia
Il testo è stato scritto dal poeta Banjo Paterson, mentre risiedeva alla Dagworth, una cattle station di proprietà della famiglia Macpherson nei pressi di Winton, nel Queensland. Le parole sono state scritte sulla base di una melodia suonata su cetra o arpa, dalla allora trentunenne Christina Macpherson,
È stato ampiamente accettato che Waltzing Matilda sia probabilmente basata sulla seguente storia:
Nel Queensland, nel 1891, il grande sciopero dei tosatori portò la colonia vicino alla guerra civile. Nel mese di settembre 1894, alcuni tosatori alla stazione Dagworth erano di nuovo in sciopero. La situazione divenne violenta quando i tosatori cominciarono a sparare con i loro fucili e pistole e diedero fuoco al recinto di tosatura, uccidendo decine di pecore. Il proprietario della stazione Dagworth e tre poliziotti diedero la caccia ad un uomo di nome Samuel Hoffmeister - noto anche come "il francese". Invece di essere catturato, Hoffmeister si uccise sparandosi, nei pressi di Combo Waterhole (un billabong del Diamantina River).
Bob Macpherson (il fratello di Christina) e Paterson, si dice abbiano fatto lunghe cavalcate insieme a Dagworth. Qui avrebbero probabilmente superato il Combo Waterhole, dove si suppone che Macpherson abbia raccontato questa storia a Paterson. Tra gli effetti personali di Macpherson, dopo la sua morte nel 1936, fu trovata una lettera chiusa di un ricercatore in ambito musicale che diceva "... un giorno mi è venuta in mente una melodia, che avevo sentito suonata da una banda alle corse a Warrnambool. [...] lui [Paterson] mi ha detto che avrebbe potuto scrivere un testo per essa. E lì per lì ha messo giù il primo verso. Abbiamo provato ed ho pensato che andasse bene, così ha poi scritto gli altri versi."
Allo stesso modo, nei primi anni 1930 alla radio ABC, Paterson ha dichiarato: "I tosatori hanno messo in atto uno sciopero ed il recinto di tosatura di Macpherson a Dagworth è stato bruciato, ed un uomo è morto... la signorina Macpherson suonava un motivetto scozzese su una cetra ed io ne ho scritto il testo e l'ho chiamato Waltzing Matilda."
La prima esecuzione della canzone fu il 6 aprile 1895, da parte di Sir Herbert Ramsay al North Gregory Hotel, a Winton, durante un banchetto in onore del Premier del Queensland.

## Contenuto
La storia narrata nella ballata parla di uno swagman australiano (un vagabondo), che si accampa nei pressi di un billabong (uno specchio d'acqua) mettendo a bollire il suo billy (un pentolino che i girovaghi usano per preparare il tè). Ad un certo punto una pecora scende al billabong per abbeverarsi, e lo swagman la prende e la chiude nella sua tucker bag (una sacca per il cibo). Il proprietario terriero arriva sul suo cavallo, seguito da tre guardie, e domanda allo swagman di chi sia quella pecora. L'uomo, con le spalle al muro, si getta nel lago piuttosto che essere preso vivo. La ballata si conclude spiegando che il fantasma dello swagman può essere ancora udito se si passa vicino a quel billabong.

## Testo
Non c'è un testo ufficiale di Waltzing Matilda, e svariate versioni possono essere trovate ovunque. Questa versione incorpora, nella settima strofa, il famoso verso You'll never catch me alive said he ("Non mi prenderete mai vivo" disse lui) introdotto da Billy Tea. Nel testo originale Paterson usa drowning himself 'neath the coolibah tree (si annegò vicino all'albero di coolibah).
Spesso anziché Who's that jolly jumbuck you've got in your tucker bag? ("Di chi è quella pecora che hai nella tua sacca?"), viene usato Where's that jolly jumbuck that you've got in your tucker bag?, a volte preceduto dall'interiezione Right-o.
Nella versione più vicina a quella originale (la cosiddetta versione del Queensland) in alcune strofe viene sostituito billabong con waterhole (specchio d'acqua).
Su saltò il vagabondo e con gioia l'afferrò,
E cantò mentre metteva la pecora nella sua sacca,
"Tu verrai a fare Waltzing Matilda, con me"

Waltzing Matilda, waltzing Matilda

Tu verrai a fare Waltzing Matilda con me.

E cantò mentre metteva la pecora nella sua sacca,

"Tu verrai a fare Waltzing Matilda, con me."
Venne il proprietario montando sul suo purosangue
Arrivarono i soldati, uno, due, tre,
"Di chi è quella pecora che hai nella tua sacca?"
"Tu verrai a fare Waltzing Matilda, con me"

Waltzing Matilda, waltzing Matilda

Tu verrai a fare Waltzing Matilda con me.

E cantò mentre metteva la pecora nella sua sacca,

"Tu verrai a fare Waltzing Matilda, con me."
In piedi saltò il vagabondo e si gettò nel billabong,
"Non mi prenderete mai vivo," disse lui,
E il suo fantasma puoi udire se passi per quel billabong
"Tu verrai a fare Waltzing Matilda, con me"

 Waltzing Matilda, waltzing Matilda

Tu verrai a fare Waltzing Matilda con me.

E il suo fantasma puoi udire se passi per quel billabong

"Tu verrai a fare Waltzing Matilda, con me."»
(Banjo Paterson)

### Termini inslangaustraliano
Swagman
Lo swag è un lettino arrotolabile che gli swagman, per l'appunto, portavano con loro nei loro viaggi. Gli swagman erravano per il continente in cerca di lavoro.
Waltzing
Il termine deriva dal tedesco auf der Walz, che indica il viaggiare prestando lavori occasionali ed imparando un mestiere, tornando a casa dopo tre anni ed un giorno.
Matilda
Il modo familiare con cui gli swagman chiamano il loro swag.
Billabong
Tipico lago australiano, che ha origine da un meandro fluviale abbandonato e risulta in una pozza d'acqua stagnante.
Coolibah
Specie di eucalipto che cresce nelle zone ripariali, soprattutto vicino ai billabong.
Jumbuck
Pecora. Nello slang deriva dal termine jump up (saltare) che secondo gli Aborigeni ed i contadini era in grado di saltare sopra le recinzioni.
Billy
Un semplice pentolino di alluminio o ferro con un pratico manico per essere appeso sopra il fuoco o agganciato allo zaino. Viene usato per bollire il cibo e preparare il tè. Di solito ha una capacità di 1-1,5 litri.
Squatter
Un proprietario terriero. Originariamente gli squatter erano coloni o ex-galeotti che occupavano una vasta distesa di terra per pascolare il bestiame. Spesso, non avendo alcun diritto legale sul terreno, ne guadagnarono il possesso essendo i primi (e spesso gli unici) europei nella zona.